# Kestilä
Kestilä fue un municipio fundado en 1867 y también era una localidad de la pronvincia de Oulu y parte de la región de Ostrobothnia del Norte, Finlandia.
Compartía una población de 1.664 (1 de enero de 2006),su superficie es de 606,71 km ² de los cuales 5.58 km² es agua.Su densidad es 2,9 de habitantes por km².